# 岡田徳輔
岡田 徳輔（おかだ とくすけ、1886年（明治19年）2月19日 - 1971年（昭和46年））は、日本の政治家、実業家。埼玉県蕨市長。
第5代埼玉県蕨町長、蕨町会議員、埼玉県町村議会議長会会長、全国町村議会議長会会長、自治大学校運営審議会委員、地方制度審議会委員、町村合併促進審議会委員、自治庁参与をつとめたのち第二代蕨市長に就任した。ほか実業界でも秩父セメント連合会関東支部長、セメント共版会社常務取締役社長、埼北自動車取締役社長など歴任した。

## 経歴
- 1886年　岡田健次郎（第二代目蕨町長1906年 - 1940年在任）の長男として蕨に生まれる。
- 1909年　顕神学校（現：北小学校）、旧制浦和中学（現：埼玉県立浦和高等学校）を経て東京高等商業学校（現：一橋大学）卒。
- 1946年　蕨町長に就任し1947年4月まで在任。
- 1959年　蕨市長に就任し、1963年6月まで在任。
- 1966年　勲四等瑞宝章、紺綬褒章受章。
- 1968年5月　蕨市名誉市民
- 1971年8月23日　死去